# Urtica stachyoides
Urtica stachyoides är en nässelväxtart som beskrevs av Philip Barker Webb och Berth.. Urtica stachyoides ingår i släktet nässlor, och familjen nässelväxter. Inga underarter finns listade i Catalogue of Life.